# Teatro nazionale dell'opera e del balletto (Tirana)
Il Teatro Nazionale dell'Opera e del Balletto dell’Albania (in albanese:Teatri Kombetar i Operas dhe i Baletit) o TKOB è il principale teatro di Tirana e dell’intera Albania.

## Storia
Il Teatro Nazionale dell'Opera e del Balletto fu fondato il 29 novembre 1953. In primo luogo ha funzionato all'interno dell'edificio dell'Accademia di Musica e Arte dell’Albania e successivamente trasferito nel Palazzo della Cultura di Tirana, nel centro della città. Questo teatro ha contribuito a sviluppare le arti nella capitale, che prima di allora non aveva spazio per le esibizioni. Fin dalla sua istituzione, gruppi e orchestre provenivano da vari paesi del blocco comunista.
Il Teatro è gestito dal Ministero della Cultura, della Gioventù e dello Sport ed è finanziato dal bilancio dello Stato. Oggi l'Opera presenta opere di compositori albanesi e internazionali. I biglietti possono essere acquistati in loco. Impiega 196 persone.
Nel 2016 è stato annunciato dal primo ministro albanese Edi Rama che il teatro sarà ricostruito.

## Galleria d'immagini

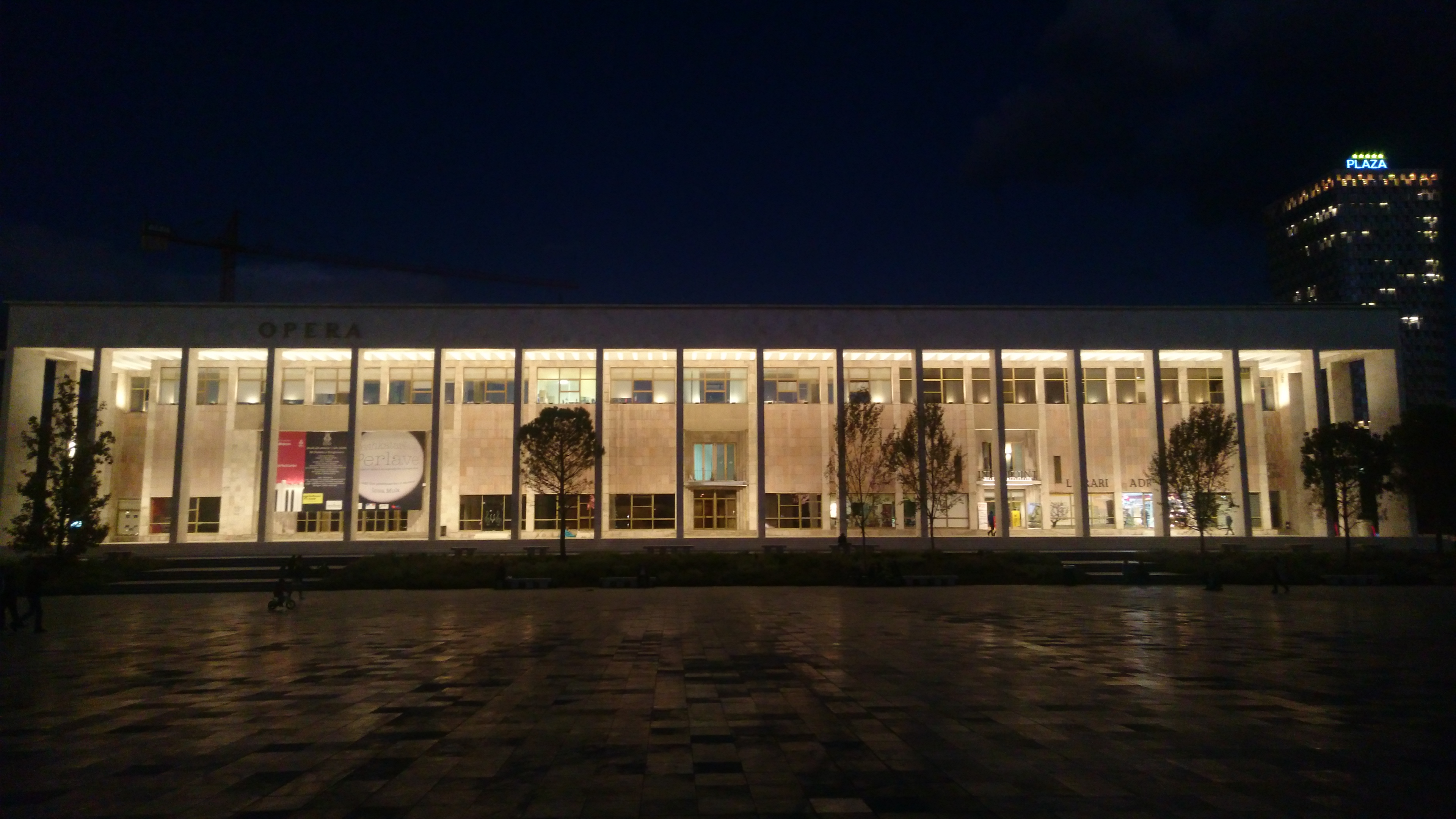
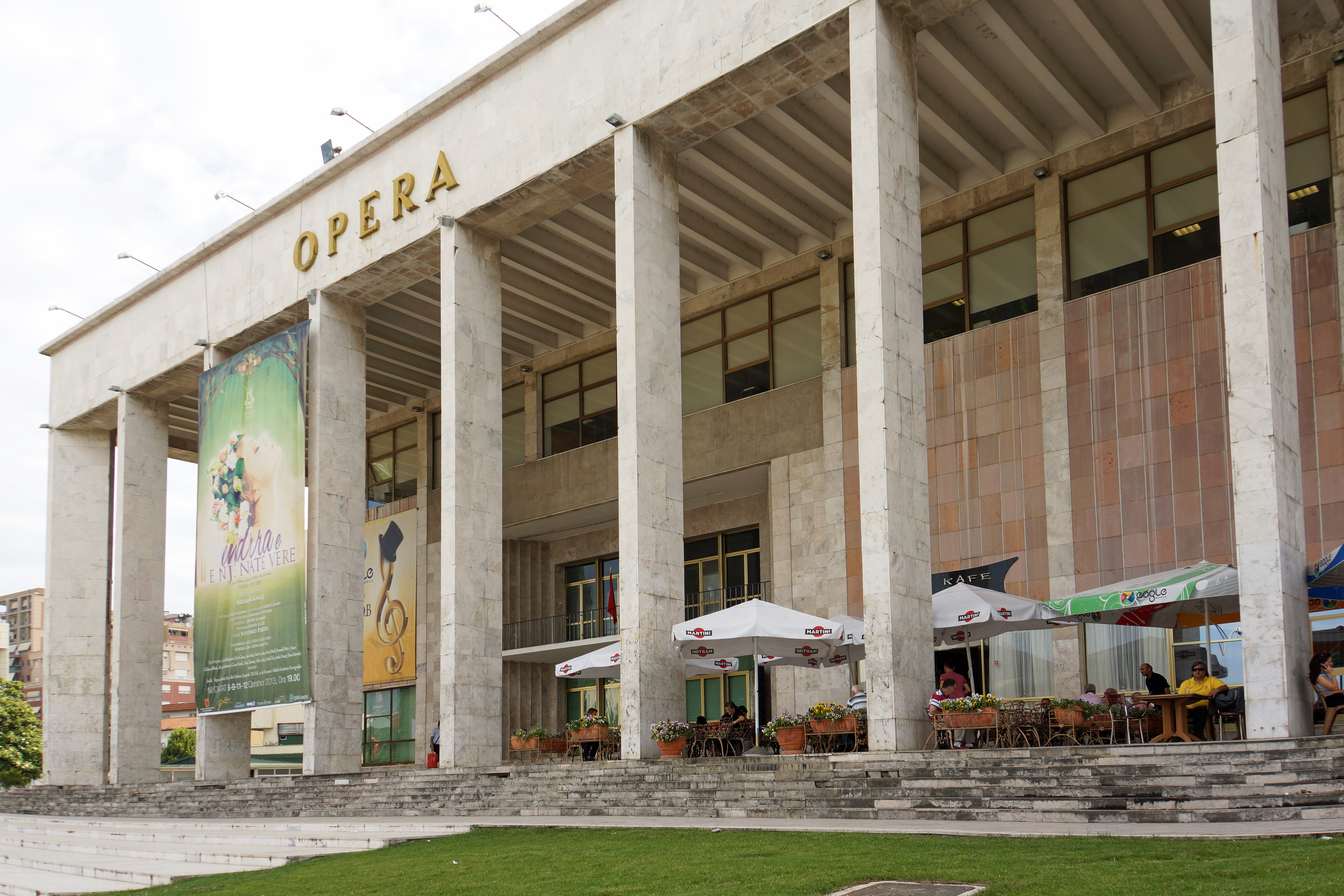
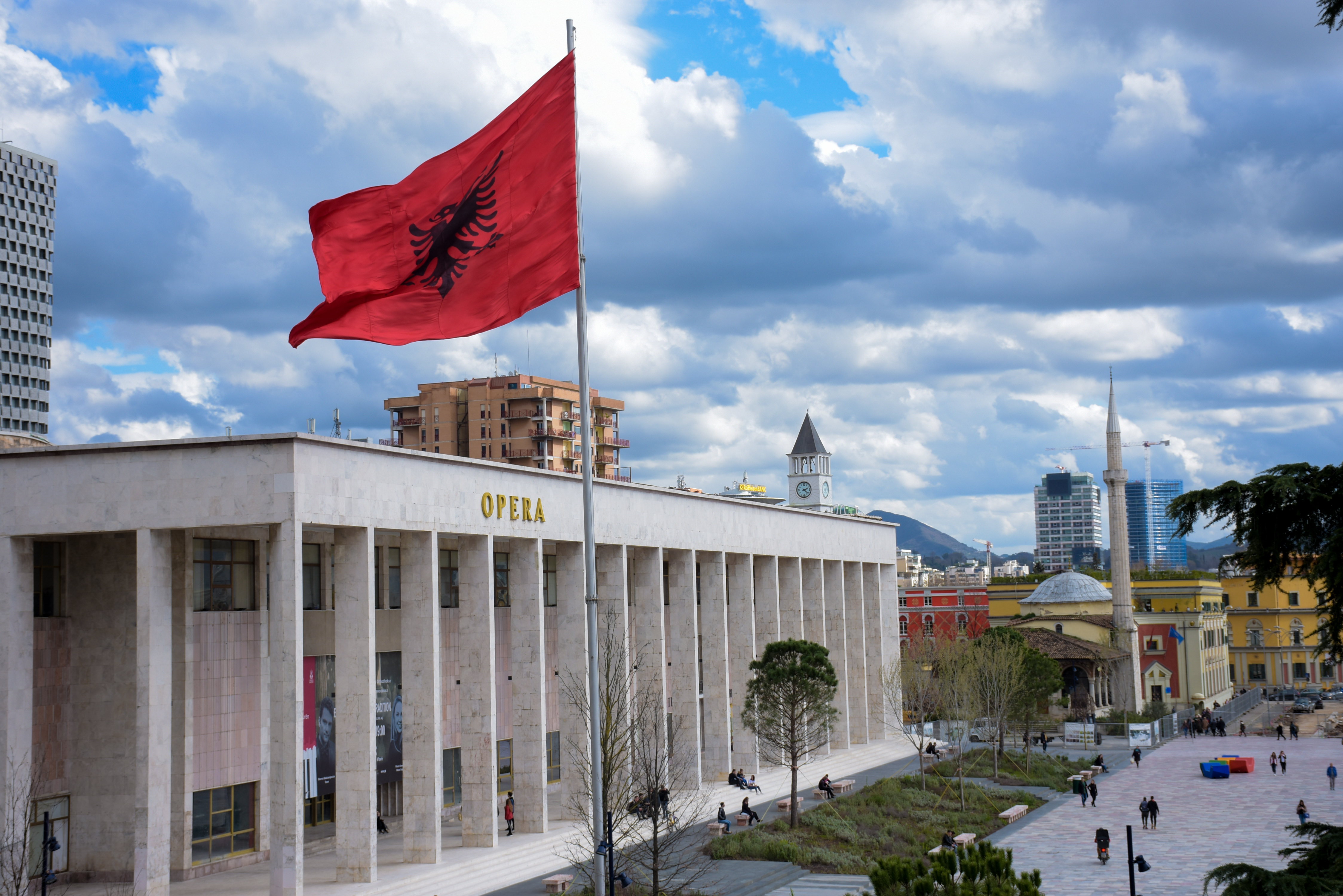
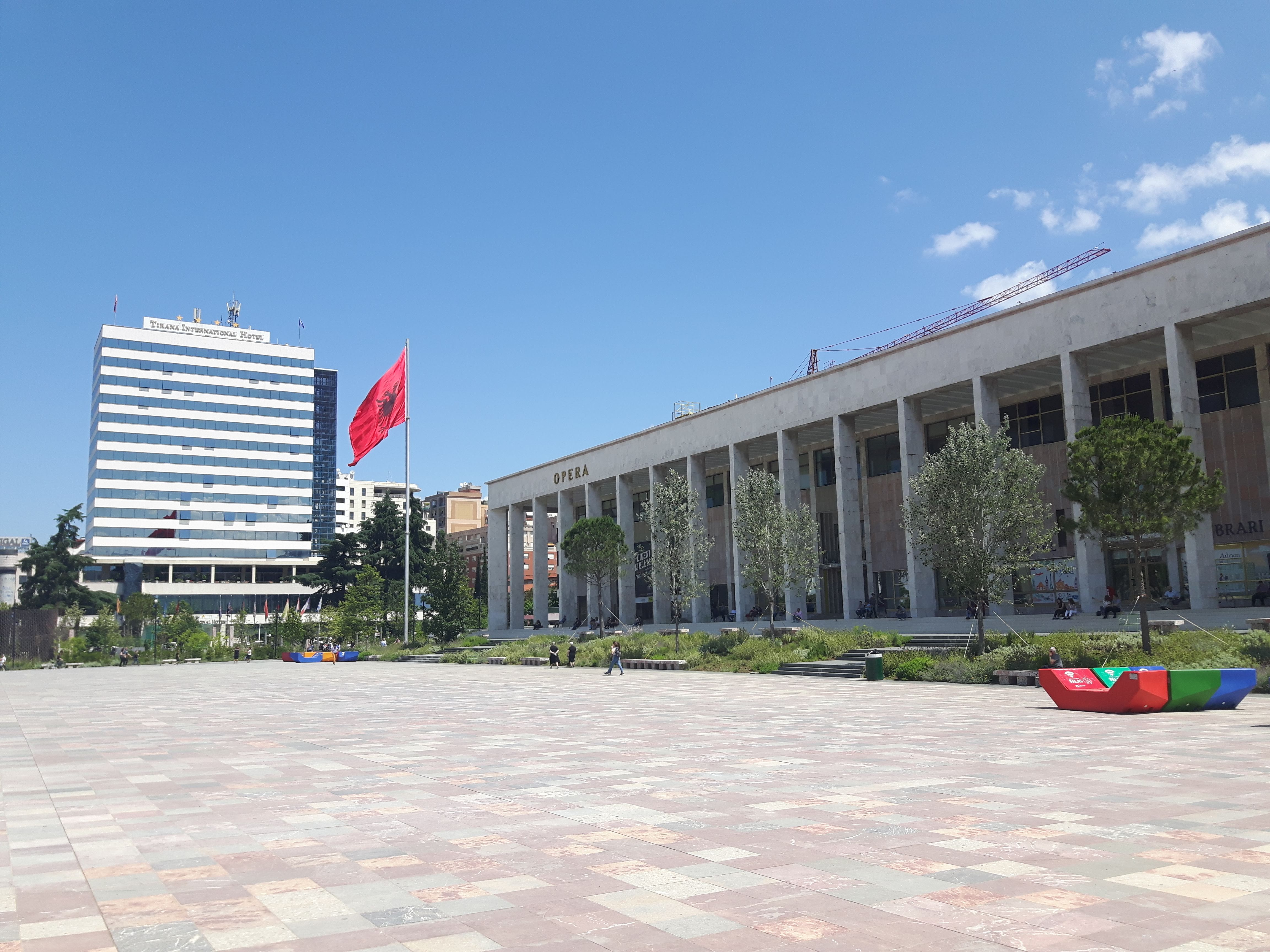
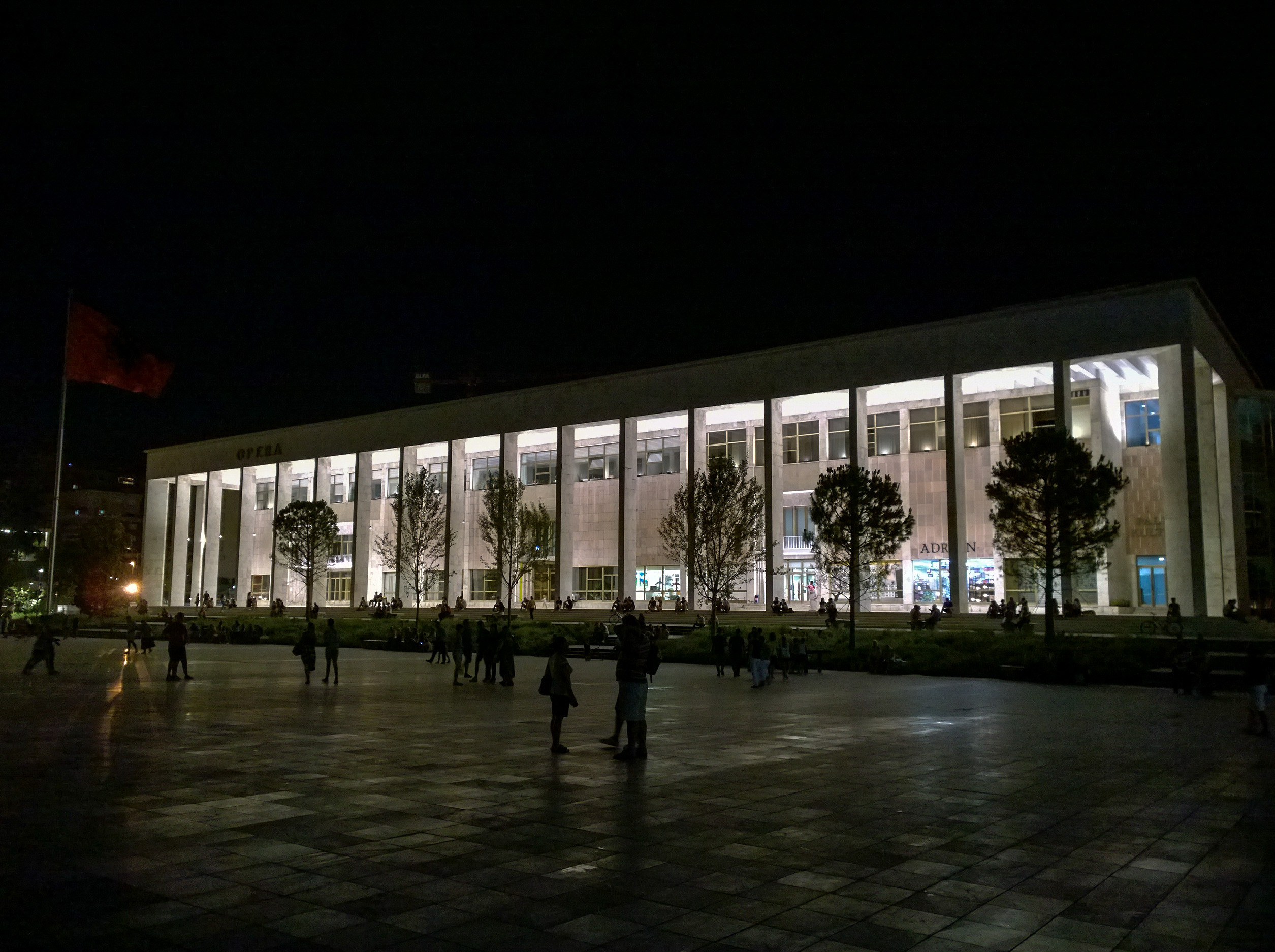

## Sovrintendenti e Direttori Artistici
| Sovrintendenti    | Sovrintendenti |
| ----------------- | -------------- |
| Foto Stamo        | 1953 - 1954    |
| Mustafa Krantja   | 1954 - 1957    |
| Albert Paparisto  | 1958 - 1966    |
| Koco Vasili       | 1966 - 1972    |
| Mustafa Gercaliu  | 1972 - 1977    |
| Xhemil Simixhiu   | 1977 - 1984    |
| Riza Hajro        | 1984 - 1991    |
| Fehim Ibrahimi    | 1991 - 1993    |
| Agron Xoxa        | 1993 - 1997    |
| Vaso Tole         | 1997 - 1999    |
| Zana Cela         | 1999 - 2003    |
| Zhani Ciko        | 2003 - 2013    |
| Ilir Kerni        | 2013 - 2016    |
| Zana Cela         | 2016 - 2022    |
| Abigeila Voshtina | 2022 -         |

| Direttori Artistici           | Direttori Artistici |
| ----------------------------- | ------------------- |
| Abigeila Voshtina             | 2013 - 2021         |
| Deniola Kuraja                | 2022                |
| Jacopo Sipari di Pescasseroli | 2023 -              |

## Orchestra
L’Orchestra sinfonica della TKOB, insieme alla Filarmonica di Stato, viene istituita nel 1950. Nel 1953 entrò a far parte del Teatro Nazionale dell'Opera e del Balletto.
Da subito affermatasi come una delle principali orchestre del Est Europa, è sempre stata caratterizzata dal riconoscibilissimo suono degli archi puro e raffinato, derivante dalla importantissima scuola tecnica nazionale.
Dopo gli anni '90 l’Orchestra ha compiuto tournee in tutto il mondo con grande successo di pubblico, in particolare in Italia, Francia, Turchia, Grecia, Macedonia, Kosovo, Croazia, Bosnia, Svizzera, Belgio.
Ha al suo attivo centinaia di registrazioni audio e video con un repertorio che spazia dalla musica sinfonica all’opera e al balletto e ha ricevuto numerosissimi premi in tutto il mondo per il proprio grande valore artistico.
L’attuale direttore musicale è il direttore d’orchestra italiano Jacopo Sipari di Pescasseroli.
Ispettore d'Orchestra: M. Elton Katroshi
| Nome              | Ruolo          |
| ----------------- | -------------- |
| Gezim Bulçari**   | Koncertmaester |
| Nikola Kondakçi*  | I violini      |
| Anduena Sula      | I violini      |
| Migena Kreci      | I violini      |
| Mimoza Kolpeja    | I violini      |
| Arenc Guri        | I violini      |
| Gerd Cinxo        | I violini      |
| Lueta Prevazi     | I violini      |
| Rina Cekaj        | II violini     |
| Genti Jazexhiu    | II violini     |
| Vilma Cara        | II violini     |
| Edlrira Prosi     | II violini     |
| Romina Tafaj      | II violini     |
| Flobens Zyma*     | viole          |
| Albana Gurabardhi | viole          |
| Arjan Konçi       | viole          |
| Alkena Ruzi       | viole          |
| Adrian Prosi      | viole          |
| Xhanina Çela      | viole          |
| Gezim Hysi        | violoncelli    |
| Mario Guralumi    | violoncelli    |
| Loreta Memaj      | violoncelli    |
| Teuta Krypçi      | violoncelli    |
| Jona Çegrani      | violoncelli    |
| Ejona Nako        | violoncelli    |
| Saimir Katroshi*  | contrabbassi   |
| Oltjon Lila       | contrabbassi   |
| Adnan Mumajesi    | contrabbassi   |
| Enalda Gjoni*     | flauti         |
| Dorela Ujkani     | flauti         |
| Erik Tauzi*       | oboi           |
| Ilir Gjoka        | oboi           |
| Elton Katroshi*   | clarinetti     |
| Erenik Behlula    | clarinetti     |
| Sidrit Çarçiu*    | fagotti        |
| Sadik Mëniku      | fagotti        |
| Vildan Mumajesi   | corni          |
| Denis Shegaj      | corni          |
| Xhino Daja*       | trombe         |
| Roland Llupa      | trombe         |
| Ilir Vorpsi*      | tromboni       |
| Alban Zadeja      | tromboni       |
| Edmond Kiri       | tromboni       |
| Edris Kraja*      | timpani        |
| Eldi Smaja        | percussioni    |
| Aida Kasmi*       | arpa           |

## Balletto
La compagnia di balletto di TKOBAP fu costituita nel 1950 e successivamente inclusa nel 1953 nel Teatro dell'Opera e del Balletto.
Si arricchì successivamente di solisti formatisi a Mosca (Unione Sovietica) come Georgi Perkun, Panajot Kanaçi, Agron Aliaj, Skënder Selimi ecc. che offrirono un preziosissimo contributo alla formazione e al consolidamento tecnico, artistico e professionale di questo corpo di ballo.
Dopo il 1990, il balletto ha iniziato a compiere importanti tournee all’estero che lo hanno reso celebre in tutto il mondo.
Attualmente il corpo di ballo è composto da 40 ballerini, che da anni esegue con successo il repertorio classico unito alle opere contemporanee di nomi celebri della coreografia mondiale come Anglein Preljocaj, Renato Zanella, Gheorge Jancu, Barak Mashall , Daniel Cardoso, Tony Candeloro, Fredy Franzutti, Giuseppe Picone.
Direttrice del Balletto: Alisa Gjoni
| Solisti           | Ballerini          |
| ----------------- | ------------------ |
| Adela Mucollari   | Amela Prifti       |
| Enada Vaso        | Livia Lara         |
| Ledia Sulaj       | Matilda Reka       |
| Anxhelo Mucollari | Albert Matraku     |
| Dion Gjinika      | Andi Vrapi         |
| Fatjon Lito       | Besi Skura         |
| Gerd Vaso         | Enred Miolli       |
| Erisa Gina        | Erald Zela         |
| Isida Mollaymeri  | Evis Heta          |
| Jonida Qafmolla   | Kristi Dushmani    |
| Odeta Dishnica    | Ambra Troplini     |
| Rovena Shqevi     | Brikena Mehmetukaj |
| Eltion Merja      | Denada Hristiç     |
| Elona Beqiraj     | Milena Nurka       |
| Elda Logo         | Sabina Matlekaj    |
| Loreta Bala       | Armando Meçi       |
| Julind Dervishi   | Ervis Koceku       |
| Kevin Lila        | Lurdi Dodgjini,    |
|                   | Renato Lleshi      |
|                   | Enea Qirici        |
|                   | Eles Resuli        |

## Coro
L’istituzione del coro risale al 1944 grazie all’interessamento del Maestro Kostandin Trako, il primo direttore di coro del paese.
Nel 1950 questa compagnia artistica entrò a far parte della Filarmonica Albanese e nel 1953 del Teatro dell’Opera.
L’attuale direttore è il Maestro Dritan Lumshi.